# Canteiro de Obras
Canteiro de Obras é um documentário da São Paulo Companhia de Dança, em parceria com a TV Cultura e Orosboros Produtora. Tem como objetivo registrar a trajetória e incentivar a reflexão sobre os processos de criação e de produção em dança no Brasil.

## TV aberta
No Brasil a série é transmitida pela TV Cultura, aos domingos, às 20:30 h.